# Södermanlands runinskrifter 173
Runinskrift Sö 173 är en runsten som står cirka en kilometer öster om Tystberga kyrka i Tystberga socken och Nyköpings kommun, Södermanland.
Stenen står på sin ursprungliga plats utmed vägen som kommer från Tystberga kyrka. Strax intill står Sö 374 och på vägens motsatta sida är en bautasten. När stenarna en gång restes letade sig vattnet hit in genom en lång fjärd som slutade i närheten av Ekensholm. Minnesmärket är en så kallad Ingvarssten och i texten framgår att Holmsten tidigare färdats i västerled, innan han och sonen Rodger förolyckades i Ingvars följe i österled. Namnen på syskonen Manne och Muskia figurerar även på Sö 374 och det ovanliga kvinnonamnet Muskia, som troligen betyder den mörka, står även omnämnt på Sö 13 vid Ånhammar. En översättning av inskriften på Sö 173 följer nedan:

## Inskriften
Inskriften med runor:
§A ᛘᛂᛋ᛬ᚴᛁᛅ ᛬ ᛅᚢᚴ ᛬ ᛘᛅᚾᛁ ᛬ ᛚᛁᛏᚢ ᛬ ᚱᛅᛋᛅ ᛬ ᚴᚢᛘᛚ ᛬ ᚦᛅᚢᛋᛁ ᛬ ᛅᛏ ᛬ ᛒᚱᚢᚦᚢᚱ ᛫ ᛋᛁᚾ ᛬ ᚼᚱᚢᚦᚴᛅᛁᛦ ᛫ ᛅᚢᚴ ᛬ ᚠᛅᚦᚢᚱ ᛋᛁᚾ ᚼᚢᛚᛘ᛬ᛋᛏᛅᛁᚾ ᛫
§B ᚼᛅᚾ ᚼᛅᚠᚦᛁ ᛫ ᚤᛋᛏᛅᚱᛚᛅ ᚢᛘ ᛬ ᚢᛅᛦᛁᛏ ᛫ ᛚᛂᚾᚴᛁ ᛬ ᛏᚢᚢ ᛬ ᛅ᛬ᚢᛋᛏᛅᚱᛚᛅ ᛬ ᛘᛂᚦ ᛬ ᛁᚾᚴᚢᛅᚱᛁ
Translitterering av runraden:
§A mus:kia/mes:kia : a(u)[k :] (m)an(i) : litu : rasa : ku[(m)(l) : þausi : at : b]ruþur · (s)in : hr(u)þkaiR · auk : faþur sin hulm:stain ·
§B · han hafþi · ystarla u(m) : uaRit · lenki : tuu : a:ustarla : meþ : inkuari
Normalisering till runsvenska:
§A Myskia ok Manni/Mani letu ræisa kumbl þausi at broður sinn HroðgæiR ok faður sinn Holmstæin.
§B Hann hafði vestarla um vaRit længi, dou austarla með Ingvari.
Översättning till nusvenska:
Muskia och Manne läto resa detta minnesmärke efter sin broder Rodger och sin fader Holmsten. Han hade vistats länge i väster. De dogo österut med Ingvar.

### Fotnoter
1. 1 2  Samnordisk runtextdatabas, Sö 173 $, 2014